# Брак (филм из 2017)
Брак (алб. Martesa) српски је љубавни филм из 2017. године на албанском језику. Режију потписује Блерта Зећири, по сценарију који је написала с Крешником Беришом. Одабран је за косовског представника за Оскара за најбољи међународни филм на 91. додели Оскара, али није прошао у ужи круг.

## Радња
Уочи Бекимовог и Анитиног венчања, Бекимов пријатељ и бивши геј љубавник, Нољ, враћа се из иностранства.

## Улоге
| Глумац          | Улога |
| --------------- | ----- |
| Аљбан Укај      | Беким |
| Адријана Матоши | Анита |
| Генц Салиху     | Нољ   |

## Пријем
На веб-сајту Rotten Tomatoes има 75% резултат на основу 8 критика, са просечном оценом 8/10.